# 992

## Събития
- Караханидите, водени от Харун I, превземат Самарканд и Бухара.